# Chironius grandisquamis
Chironius grandisquamis är en ormart som beskrevs av Peters 1869. Chironius grandisquamis ingår i släktet Chironius och familjen snokar. Inga underarter finns listade i Catalogue of Life.
Arten förekommer i Central- och norra Sydamerika från östra Guatemala till centrala Colombia och södra Ecuador. Den vistas i låglandet och i bergstrakter upp till 1600 meter över havet. Habitatet utgörs av regnskogar och dessutom besöks angränsande öppna landskap.
Chironius grandisquamis är dagaktiv och den jagar främst groddjur. Honor lägger ägg.
I Panama och i andra begränsade regioner av utbredningsområdet minskar antalet groddjur vad som kan medföra matbrist för ormen. I utbredningsområdet inrättades flera skyddszoner. IUCN listar arten som livskraftig (LC).